# Mondrian Ruby IDE
Mondrian är en utvecklingsmiljö till programmeringsspråket Ruby för Windows och GNU/Linux. Programmet är skrivet helt i Ruby med hjälp av Fox GUI Toolkit.
Den senaste versionen är 1.0 beta8. Programmet är fri programvara under MIT-licensen.